# Zenon Jaskuła
Zenon Władysław Jaskuła (Śrem, Polónia, 4 de junho de 1962) foi um ciclista da Polónia, e um dos mais importantes do seu país na década de 1990, em que venceu a Volta a Portugal de 1997 e terminou em terceiro a Volta à França de 1993.

## Carreira desportiva
- Diana-Colnago (1990)
- Del Tongo-MG Boys (1991)
- GB-MG Maglificio (1992-1993)
- Jolly Componibili-Cage 1994 (1994)
- Aki-Gipièmme (1995)
- Brescialat (1996)
- Mapei-GB (1997)
- Ross Mary-Amica Chips (1998)

## Palmarés

### Amador
- 1985
  - 1º no campeonato da Polónia - contra-relógio (com J. Piasecki)
- 1986
  - 1º no campeonato da Polónia - contra-relógio
- 1987
  - 1º no campeonato da Polónia - contra-relógio
- 1988
  - 1º no campeonato da Polónia - contra-relógio
  - 2º nos Jogos Olímpicos - contra-relógio por equipas
- 1989
  - 1º no campeonato do mundo - contra-relógio por equipas
  - 1º na Corrida da Paz (Course de la Paix)
  - 1º na Volta à Suécia
  - 1º no GP das Nações

### Profissional
1990
- 1º no campeonato da Polónia
- 1º na Tirreno-Adriatico
- 2º no Trofeo Baracchi (com Joachim Halupczok)
- 5º na Volta à Suíça
- 10º no GP das Nações
- 10º no Giro di Latium
- 1º na Volta à Flandres
- 20º no Giro d'Italia
- 24º no campeonato do mundo - estrada

1991
- 5º no Trofeo Matteoti
- 5º no Tour de Romandie
- 9º no Giro d'Italia

1992
- 1º nas 12ª e 13ª etapas do Herald Sun Tour
- 3º no Giro di Trentino
- 3º no GP de Prato
- 3º no Melbourne-Mount Buller
- 3º no Mazda Alpine Tour
- 9º no Tour de Romandie
- 17º no Giro d'Italia

1993
- 3º no Tour de France com vitória da 16ª etapa
- 14º na Volta à Suíça com vitória da 6ª etapa
- 2º em Huit de Chaam
- 10º no Giro d'Italia

1994
- 1º no Trofeo dello Scalatore
- 3º no Milano-Torino

1995
- 2º no Memorial Trochanowski em Varsóvia
- 3º na Volta à Suíça
- 4º na Volta aos Países Baixos
- 5º na Subida a Urkiola
- 7º no campeonato do mundo - contra-relógio
- 17º no Giro di Lombardia
- 18º no campeonato do mundo - estrada
- 38º no Giro d'Italia
- 46º no Tour de France

1996
- 20º no Giro d'Italia
- 24º na Liège-Bastogne-Liège

1997
- 1º na Volta a Portugal com vitória da 6ª e 12ª etapas
- 2º na Volta à Polónia
- 9º no campeonato do mundo - contra-relógio
- 59º no Tour de France
- 62º no campeonato do mundo - estrada

### Vitórias
- Nas etapas míticas de St. Lary do Soulan (Tour) em 1993 e na Senhora da Graça (Volta) em 1997
- Total de 15 vitórias